# 게드 와타나베
게디 와타나베(영어: Gedde Watanabe 게디 와터나비[*], 1955년 6월 26일 ~ )는 미국의 배우, 성우, 희극인이다.

## 출연 작품
- 내가 죽기 전에 가장 듣고 싶은 말 (2017년) - 정원사 역
- 그들만의 부모 가이드 (2013년) - 쳉 역
- 스쿠비 두 앤 더 사무라이 스워드 (2009년)
- 실종자 (2009년)
- 양파 무비 (2008년)
- 투 포 더 머니 (2005년) - 밀턴 역
- 뮬란 2 (2004년) - 링 목소리 역
- 나를 책임져, 알피 (2004년) - 윙 역
- 슬랙커즈 (2002년)
- 귀네비어 (1999년) - 에드 역
- 뮬란 (1998년) - 링 목소리 역
- 아마겟돈 (1998년)
- 더블 데이트 대소동 (1997년) - 찬 역
- 닉 앤 제인 (1997년)
- 퍼펙트 알리바이 (1995, Perfect Alibi)
- 그렘린 2 - 뉴욕 대소동 (1990년) - 미스터 캣슈지 역
- UHF 전쟁 (1989년)
- 뱀파이어 (1986년)
- 겅호 (1986년) - 카지히로 역
- 정글의 플레이보이 (1985년)
- 아직은 사랑을 몰라요 (1984년)

### 텔레비전
- 심슨 가족 (1997-99)
- ER (1997-2003)
- 배트맨 비욘드 (1999-2000)
- 사랑의 마을 에버우드 (2005)